# Elena Castro Suarez
Elena Castro Suarez, (Antwerpen, 20 juli 2000), is een Belgische studente rechtspraktijk uit Antwerpen. Ze werd verkozen tot Miss België 2019. 

## Biografie
Castro Suarez is de dochter van een Spaanse vader, die als kind naar België is gekomen, en een Belgische moeder. Ze begon op vierjarige leeftijd met flamenco.

### Miss België 2019
Op 12 januari 2019 werd Castro Suarez in het Proximus Theater in De Panne verkozen tot Miss België 2019.
Ze werd de zesde Vlaamse Miss België op rij en de vierde uit de provincie Antwerpen in vijf jaar tijd. Eerder werd ze ook Miss Charity 2019.
Op 15 december 2019 nam Castro Suarez deel aan de Miss World-verkiezing in Londen, maar viel al vroeg af.